# Savoy Theater (Düsseldorf)

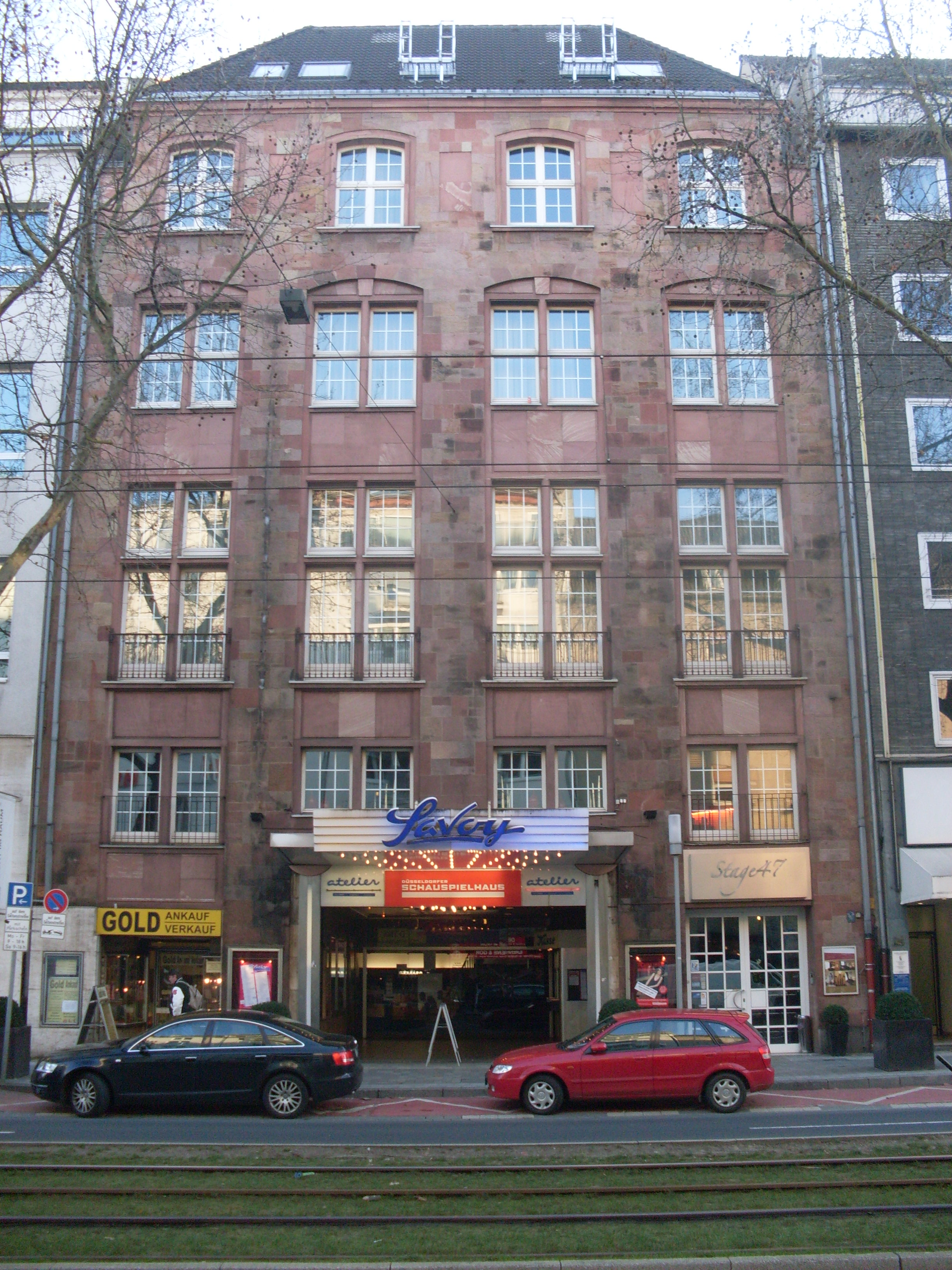
Savoy Theater

Das Savoy Theater ist ein Theater im Haus der Handelskammer in der Graf-Adolf-Straße 47 in Düsseldorf.

## Geschichte
Der Saalbau wurde nach Plänen des Düsseldorfer Architekten Hans Nehaus errichtet und am 18. April 1958 von den Filmtheaterbetrieben Willi Goldermann mit dem Film Die Zehn Gebote als Savoy eröffnet. Am 6. Mai 1958 folgte die Eröffnung des kleineren, im Untergeschoss gelegenen Atelier Theaters mit der Premiere von Bolschoi Ballett.
Mit der Konzeption des Doppelkinos reagierte der Kinobetreiber auf die sich ändernden Besucherzahlen. Durch die Schaffung einer weiteren Spielstätte konnte das Filmangebot erweitert werden. Dies war ein erster Schritt hin zu Kinocentern und den Schachtelkinos der 1980er Jahre. Das Savoy wurde mit seiner 165 m² Breitbildleinwand und dem 70-mm-Filmprojektor Philips DP70 mit Todd-AO und im Cinemascope-Format als Erstaufführungstheater für Mainstreamfilme  genutzt, während das kleinere atelier als Filmkunstkino konzipiert wurde. Durch die Verkleinerung des Savoy-Parketts konnte 1969 das Apollo 69 mit 207 Plätzen installiert werden. Die Eröffnung erfolgte am 2. Oktober 1969 mit Karel Reisz’ Isadora.
Am 29. September 1972 eröffnete das 50-Platz-Theater Die Lupe mit einer Mattscheibe als Leinwand, die über Rückprojektion bespielt wurde. In dem Kino war Rauchen erlaubt und es gab einen Getränkeausschank. 1978 wurde ein weiteres Kleinkino eingerichtet. Die Lupe wurde nun in Linse 1 umgetauft, das neue 55-Platz-Theater erhielt den Namen Linse 2. Nach einem weiteren Umbau 1989/90 wechselte das Kinocenter an die UFA-Theater AG. Aufgrund der Eröffnung von drei Multiplex-Kinos, darunter auch der am Hauptbahnhof befindliche UFA-Palast, wurde das Savoy Theater am 26. April 2000 geschlossen.
Am 27. September 2000 eröffnete Stefan Jürging das Savoy-Theater als Kleinkunstbühne. Seit dem 13. September 2006 wird das atelier von  der Düsseldorfer Filmkunstkino GmbH als Filmkunstkino betrieben.